# Viana do Castelo
Viana do Castelo ([viˈɐnɐ du kɐʃˈtɛlu]) è un comune portoghese di 88 631 abitanti situato nel distretto di Viana do Castelo.
È una città del Minho, storica provincia che occupa il nord del Portogallo. Importante porto di pesca e località balneare di clima dolce e folta vegetazione sulla riva destra dell'estuario del fiume Lima, già famosa sotto Roma.
Ha un centro storico ricco di monumenti e ambienti ben conservati e l'ingresso in città dalla parte del fiume avviene su un lungo ponte in ferro, stradale e ferroviario, progettato nel 1877 da Gustave Eiffel (1832-1923), creatore della torre-simbolo di Parigi, che porta il suo nome.
Nel 2009 la rivista inglese Wallpaper definì Viana do Castelo "Mecca dell'architettura".

## Storia
È citato in un documento medioevale del 1137, quando era appena un borgo rurale di nome Vinha. Nel 1359 uno dei nuncius iuratus Curie dell'Oficialato de Valencia era Ponç de Vianes. Più tardi, la nuova regina-madre del Portogallo Beatrice (1372-1409) intraprese una campagna militare per ottenere il controllo del regno settentrionale, conquistando la signoria di Viana do Castelo, Braga e Guimarães.

## Monumenti e luoghi d'interesse

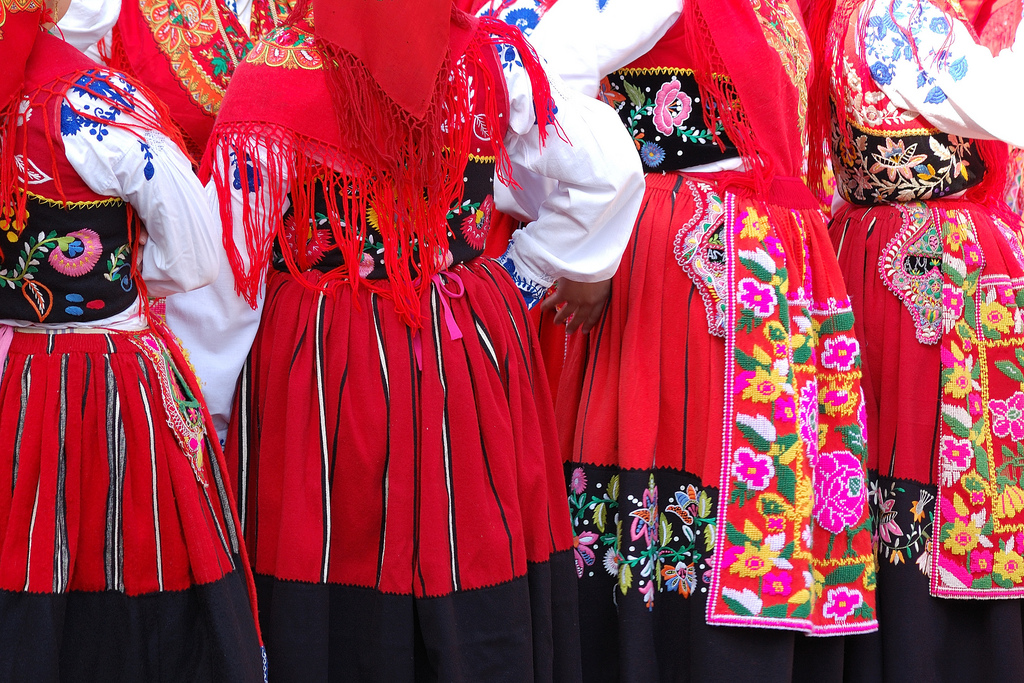
Un momento delle caratteristiche "romarias", cerimonia religiosa di Viana do Castelo in abiti tradizionali.

### Architetture religiose
- La Igreja Matriz de Viana do Castelo è la cattedrale della città: risale alla prima metà del Quattrocento con facciata romanica a torri e portale a statue e sculture.
- La Chiesa di Sâo Domingos del 1576 che ha all'interno notevoli dossali dorati.
- La Capela da Misericórdia, detta anche Igreja da Misericórdia (1714).
- La Nossa Senhora da Agonia, chiesa di stile rococò, meta di pellegrinaggio il 15 agosto. Nel territorio del Minho sono molto diffuse le "romarias", ossia i pellegrinaggi in cui dopo le cerimonie religiose la festa continua con colazioni all'aperto, canti e danze.
- A 5 chilometri a nord di Viana do Castelo, in un colle vicino, sovrastante la città, è situato un importante Santuario che domina sulla città e sul fiume che l'attraversa: la Chiesa di Santa Luzia (Santuário de Santa Luzia), raggiungibile attraverso l'omonima funicolare (Elevador de Santa Luzia). Salendo sulla cupola si ha una vista panoramica incantevole, definita dal National Geographic come una delle più belle al mondo.

### Architetture civili
- La cosiddetta Misericórdia è un elegante palazzetto rinascimentale del 1589 di tipo fiammingo; a fianco, è situata la Capela da Misericórdia.
- Il Paços do Conselho (Palazzo del Consiglio) del 1502, di cui resta solo la caratteristica facciata.
- Il Palacio de Tavoras, antica dimora nobiliare del XVI secolo, modificata nel XVII.
- Il Museu Municipal, ospitato in un palazzo del XVIII secolo, contiene raccolte di azulejos, ceramiche, disegni di pittori portoghesi del XVIII secolo, mobili dei secoli XVI-XVIII.
- Il Castelo de Santiago da Barra, costruito nel secolo XVI, a difesa della foce del rio Lima.
- La Biblioteca Municipal, progettata da Álvaro Siza ed inaugurata nel 2007.[3]
- Il Centro Cultural, progettato da Eduardo Souto de Moura ed inaugurato nel 2013.[3]

### Altro
- Praça da República (Piazza della Repubblica) è la piazza principale che ha al centro un'elegante fontana rinascimentale del 1535 ed è attorniata da edifici storici, tra cui il Paços do Conselho.
- Praça de Touros (Piazza dei tori).
- Statua di Manuel Afonso de Espregueira (1833-1917), ingegnere ed esponente del cosiddetto fontismo.
- Statua di João Álvares Fagundes (c. 1460 - 1522), navigatore nativo di Viana do Castelo.

### Località balneari
Sono interessanti da visitare le località balneari di Praia da Amorosa e di Praia do Cabedelo. Quest'ultima spiaggia è particolarmente frequentata dagli atleti e sportivi per praticare surf e kitesurf.

## Società

### Evoluzione demografica

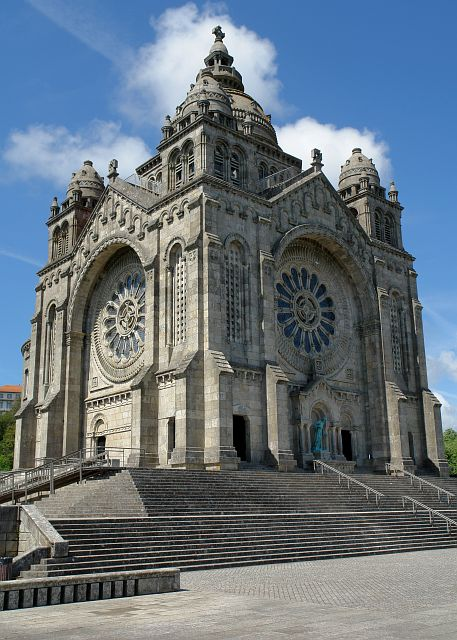
Chiesa di Santa Luzia (XIX-XX sec.), basilica neobizantina dotata di un notevole panorama sull'Oceano Atlantico.

| 1801   | 1849   | 1900   | 1930   | 1960   | 1981   | 1991   | 2001   | 2011   |
| 17.889 | 36.084 | 47.311 | 53.380 | 75.320 | 81.009 | 83.095 | 88.631 | 88.725 |

## Suddivisioni amministrative
Dal 2013 il concelho (o município, nel senso di circoscrizione territoriale-amministrativa) di Viana do Castelo è suddiviso in 27 freguesias principali (letteralmente, parrocchie).

### Freguesias
1. Barroselas: Barroselas, Carvoeiro
2. Cardielos: Cardielos, Serreleis
3. Geraz do Lima (Santa Maria): Geraz do Lima (Santa Leocádia), Geraz do Lima (Santa Maria), Moreira de Geraz do Lima, Deão
4. Mazarefes: Mazarefes, Vila Fria
5. Nogueira: Nogueira, Meixedo, Vilar de Murteda
6. Subportela: Subportela, Deocriste, Portela Susã
7. Torre: Torre, Vila Mou
8. Santa Maria Maior: Santa Maria Maior, Monserrate, Meadela
9. Afife
10. Alvarães
11. Amonde
12. Anha
13. Areosa
14. Carreço
15. Castelo do Neiva
16. Chafé
17. Darque
18. Freixieiro de Soutelo
19. Lanheses
20. Montaria
21. Mujães
22. Outeiro
23. Perre
24. Santa Marta de Portuzelo, anteriormente Portuzelo
25. São Romão de Neiva
26. Vila de Punhe
27. Vila Franca

## Cucina
A Viana do Castelo si possono degustare vari piatti di frutti di mare, tra i migliori della regione.